# Ordem de Orange-Nassau
A Ordem de Orange-Nassau (em neerlandês:  Orde van Oranje Nassau) é uma ordem honorífica civil e militar dos Países Baixos que foi criada em 4 de abril de 1892 pela regente Ema de Waldeck e Pyrmont, em nome de sua filha, a futura rainha Guilhermina dos Países Baixos.

## História
Em 1841 Guilherme II dos Países Baixos criou, como grão-duque de Luxemburgo, a Ordem da Coroa de Carvalho. Embora esta ordem não fosse oficialmente neerlandesa, no entanto várias personalidades dos Países Baixos receberam como tal até depois da morte de Guilherme II, quando Luxemburgo tornou-se independente.
Então tornou-se necessária a criação de uma terceira ordem holandesa, além das duas ordens militares existentes (a Ordem militar de Guilherme e a Ordem do Leão Neerlandês), a fim de conceder honras reais para diplomatas estrangeiros ou cidadãos comuns.
A ordem de Orange-Nassau está dividida em dois grupos, civil e militar, diferenciados por uma coroa de laurel para o primeiro e por dois sabres cruzados para o segundo. Essa ordem pode ser comparada com a Ordem do Império Britânico.
Durante a Segunda Guerra Mundial, a ordem foi concedida tanto a membros do exército neerlandês como aos serviços secretos que contribuíram com a libertação dos Países Baixos da ocupação da Alemanha nazista. Atualmente, a ordem de Orange-Nassau é a recompensa militar e civil mais frequente nos Países Baixos.
Tradicionalmente, a nomeação dos novos membros se realiza cada ano, no dia de aniversário do monarca. Essa ordem é concedida para honrar a príncipes, ministros, dignatários ou diplomatas estrangeiros.
Em 1994, o sistema holandês de honras foi completamente revisado. o objetivo era criar um sistema mais democrático, suprimindo os laços existentes entre o posto social e os graus da Ordem. Antes dessa reforma, a Ordem compreendia cinco graus, além das medalhas honorárias (ouro, prata e bronze) cujos possuidores não formavam parte da Ordem.

## Graus atuais

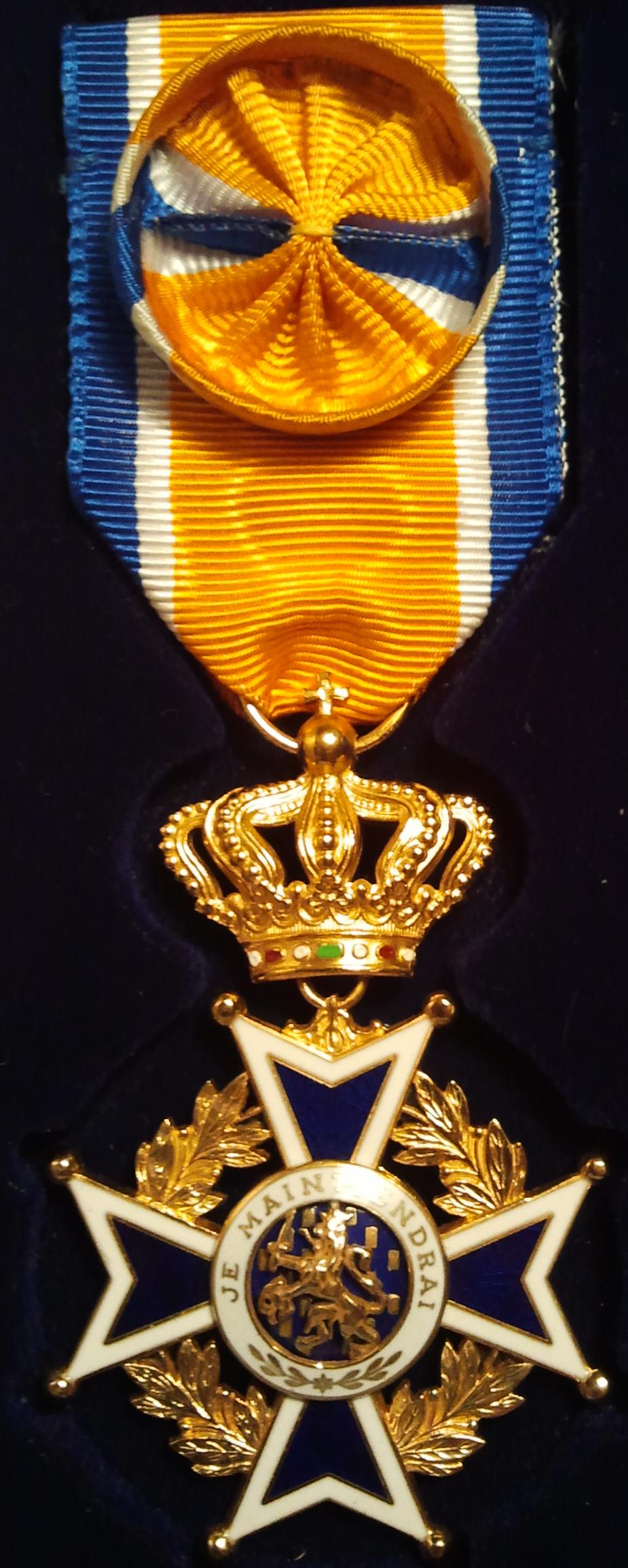
A Cruz dos Oficiais (4.º grau da Ordem de Orange-Nassau).

Desde a reforma de 1994, existem seis graus na ordem de Orange-Nassau na que o rei dos Países Baixos é o Grão-Mestre:
- Cavaleiro Grã-Cruz
- Grão-Oficial
- Comendador
- Oficial
- Cavaleiro
- Membro (substitui ao antigo título honorário).

## Insígnia
A medalha da ordem é uma cruz de Malta em esmalte azul com as bordas em esmalte branco e dourados para os oficiais e graus superiores e prateados para os cavaleiros e membros. O disco central contém o Leão heráldico holandês em ouro e esmalte azul arrematado por um anel branco que contém a divisa holandesa Je maintiendrai (Eu manterei). No reverso, o disco contém o monograma "W" (por Wilhelmine, Guilhermina) coroado e arrematado pela divisa God Zij Met Ons (Que Deus nos acompanhe). A medalha é presa com uma fita laranja com listras brancas e azuis. A maneira de usar a medalha e fita é diferente para homens e mulheres.
A estrela da ordem é prateada com raios diretos (com oito pontos para a Grã-Cruz e quatro pontos para o Grão-Oficial). O disco central é o mesmo que o da medalha.

## Ligação externa
- Ordem de Orange-Nassau - site oficial